# وین ینتاس
وین ینتاس (انگلیسی: Wayne Jentas؛ زادهٔ ۹ مهٔ ۱۹۵۴) بازیکن فوتبال اهل کانادا است.